# Monasterio de San Jerónimo de Valparaíso (Córdoba)
El Real Monasterio de San Jerónimo de Valparaíso es un antiguo monasterio del municipio de Córdoba (España) que se encuentra enmarcado en Sierra Morena, cerca de Medina Azahara. Fundado en 1405 es considerada la primera obra del gótico cordobés, siendo monasterio hasta su exclaustración en 1835. El monasterio aprovechó los restos de la antigua ciudad de Medina Azahara para su construcción, que en el siglo XV era conocida como Córdoba la Vieja y se creía una ciudad romana. Según Ambrosio de Morales, el Cervatillo de Medina Azahara estuvo ubicado en el monasterio hasta la desamortización de Mendizábal en el siglo XIX, cuando pasó al Museo Provincial, actual Museo Arqueológico de Córdoba.
En 1980 fue declarado Bien de Interés Cultural. Debido a su propiedad privada, el monasterio es únicamente visitable desde 2014 durante ocho días del año, en grupos muy reducidos y con visitas guiadas organizadas por la asociación Amigos de Medina Azahara.

## Historia

### Orígenes del monasterio
El monasterio fue fundado a principios del siglo XV por el ermitaño portugués fray Vasco de Sousa, que estaba decidido a implantar la Orden de San Jerónimo en Castilla, donde todavía no albergaba representación. Vasco de Sousa envió a su discípulo fray Lorenzo con el objetivo de entrevistarse con el obispo de Córdoba, Fernando González Deza, quien reconoció no albergar tierras para la fundación del monasterio Jerónimo, aunque le proporcionó el contacto de Inés Martínez y su hijo Martín Fernández de Córdoba, alcaide de los Donceles y señor de Chillón. Los aristócratas aceptaron la donación, por lo que Vasco de Sousa se trasladó hasta Córdoba acompañado de cuatro religiosos más, donde firmaron el 10 de mayo de 1405 la cesión de una huerta que Inés Martínez albergaba en las cercanías de Córdoba la Vieja (Medina Azahara) ante el notario público apostólico Velasco Jiménez de Segovia con la única condición de cantar una capellanía de manera perpetua. Dicha donación fue ampliada por su hijo con otras huertas, además de la Dehesilla, más adelante conocida como dehesa de Córdoba la Vieja, montes reales, fontaneras, olivares, agua, los diezmos de todos esos terrenos, doce cahíces de pan terciado, veinticuatro fanegas de sal y las casas-hospedería.
Este paraje, conocido como Valparaíso, comenzó a ver la construcción del monasterio el 9 de julio de 1408 cuando se nombró a fray Vasco de Sousa como primer prior y a los cuatro religiosos que lo acompañaron, los frailes Rodrigo, Pedro, Juan y Gomes, como conventuales. La Diócesis de Córdoba, en la que quedaba incluido el monasterio, dio permiso para la edificación de iglesia mayor, claustro, campanario e incluso cementerio. Aunque fray Vasco realizó la construcción de una pequeña iglesia y claustro en los orígenes del monasterio, fue realmente fray Gómez, prior entre los años 1426-1449, quien edificó la cisterna, el refectorio, el dormitorio, las escaleras, la caballeriza, las celdas, la cocina vieja, la casería y la cerca vieja. El 12 de noviembre de 1440, el rey Juan II de Castilla recibió a todos los monjes y a sus sirvientes «bajo de su amparo y protección, y bajo de su guarda, su seguro y defendimiento real», por lo que el monasterio comenzó a utilizar la denominación de Real. Esta condición fue ratificada por su hija Isabel la Católica el 13 de diciembre de 1478, siendo cualquier agravio contra el monasterio delito de lesa majestad.

### Grandes obras góticas
Durante el priorato de fray Alfonso de Baena (1451-1455) se construyó la enfermería y la nueva cocina, así como se colocó la primera piedra de la nueva iglesia. Más tarde, durante el liderazgo de fray Antón de Hinojosa (1463-1473) se avanzó en gran medida en la edificación de la nueva iglesia, donde intervienen los canteros Juan López, hijo de Lope de Ybarra, y Juan Safant, natural de Barcelona. El obispo Pedro de Solier proporcionó recursos económicos para la iglesia e incluso madera para los andamios; de hecho, los monjes se apenan de su fallecimiento en 1476, ya que «si no muriera tan presto, tenía voluntad de acabar toda la obra». Dos años más tarde, ya se tiene constancia del primer enterramiento en la iglesia: Sancha de Rojas, viuda del alcaide de los Donceles; mientras que el retablo aún estaba en construcción en 1488. El claustro, por otro lado, comenzó a construirse en torno a 1470 y estuvo concluido para comienzos del siglo XVI.
A pesar de que en sus orígenes el monasterio perteneció jurídicamente a la Diócesis de Córdoba, el papa Inocencio VIII decretó en 1492 que los monjes quedaban «libres y exentos de la jurisdicción ordinaria de los señores obispos». Durante el siglo XVI se ornamentó el refectorio, se construyeron cuatro celdas, excusados, caballerizas, un horno y una galería de columnas. En 1524 ya se estaba trabajando en la sala capitular y las celdas sobre la misma; mientras que en la segunda mitad de siglo se realizaron nuevas celdas, un segundo claustro al occidente del antiguo, la torre de campanas, la nave destinada a sepulturas y panteón y la hospedería. A partir de este momento existe un vacío en las fuentes hasta las modificaciones barrocas del siglo XVIII, cuando se añade la cúpula barroca a la iglesia y se cubre con bóveda de lunetos el refectorio.

### Desamortización
Aunque hubo varias exclaustraciones temporales durante la ocupación napoleónica (1810-1814) y el Trienio Liberal (1820-1823), siendo restablecidos los monjes gracias a las medidas del monarca Fernando VII, la expulsión definitiva se produjo el 30 de agosto de 1835, debido a la Desamortización de Mendizábal, cuando el monasterio contaba con catorce frailes. El monasterio comenzó un rápido declive y en apenas unas décadas lo describen en estado de ruina y abandono. Aunque el Ayuntamiento de Córdoba intentó adquirir su propiedad para instalar un hospital psiquiátrico sin éxito, el Ministerio de Hacienda lo vendió en 1871, tras tres subastas fallidas, a la marquesa viuda de Guadalcázar Josefa Núñez de Prado por 72.701 pesetas, aunque no se realizaron restauraciones y el monasterio continuó en estado de abandono. En 1912 adquieren la propiedad los marqueses del Mérito, quienes se hacen cargo del inmueble y lo restauran progresivamente a lo largo de todo el siglo XX. El 21 de noviembre de 1980 es declarado Bien de Interés Cultural.

## Visitas
El Real Monasterio de San Jerónimo de Valparaiso, es un edificio privado, por tanto, a día de hoy, solo recibe las visitas que la propiedad tiene concertadas con la Junta de Andalucía por ser el mismo un B.I.C. Excepcionalmente existen también algunas visitas concertadas con el Ayuntamiento de Córdoba.